# Ядрёна вошь
«Ядрёна вошь» – четвертий альбом російського рок-гурту «Сектор Газа», який був випущений в травні 1990 року.

## Список композицій
1. "Мы – совковские ребята"
2. "Скотник"
3. "Носки"
4. "Импотент"
5. "Ядрёна вошь"
6. "Мент"
7. "Колыбельная"
8. "План"
9. "Спор"
10. "Караван"
11. "Пердун"
12. "Вечером на лавочке"
13. "Возле дома твоего"
14. "Минет"

## Музиканти
- Юрій Клинських – вокал, гітара, клавішні
- Ігор Кущьов – лідер-гітара
- Семен Тітієвський – бас-гітара
- Олексій Ушаков – клавішні

## Інформація
- Дата выпуска: Травень 1990 року
- Студія: «Black Box»
- Музика, слова: Юрій Клинських
- Аранжування: Сектор газа